# Gabriel Cano Villegas
Gabriel Cano Villegas (Medellín, 7 de mayo de 1891-Bogotá, 22 de febrero de 1981) fue un periodista colombiano. Estuvo a cargo de la edición de Medellín del diario El Espectador entre 1913 y 1923 y la de Bogotá entre 1949 y 1981.

## Biografía
Era hijo de Fidel Cano Gutiérrez, fundador de El Espectador, y María Elena Villegas Botero. Tuvo doce hermanos, entre los que se destacó Luis (1885-1950), que también se dedicó al periodismo. Se casó con Luz Isaza Restrepo (fallecida en 1977), con quien tuvo cuatro hijos, a los que se les conoció popularmente como Los Cuatro Ases de El Espectador: Luis Gabriel (1924-2010), Guillermo (1925-1986), Alfonso (1927-2009) y Fidel (1932-1992).
Luego de las multas, cierres y persecuciones que se dieron en contra de El Espectador en los tiempos de la Regeneración y al inicio de la Hegemonía conservadora, el periódico comenzó su etapa como diario a partir del 2 de enero de 1913, impreso en formato universal y dirigido conjuntamente por Gabriel y Luis Cano. El 10 de febrero de 1915 apareció la edición -vespertina- en Bogotá, dirigida por Luis Cano, en tanto que la de Medellín quedó a cargo de Gabriel Cano.
Tras la muerte de Fidel Cano, en 1919, hubo una nueva medida de censura contra la edición de Medellín, lo que sumado a la fuerte competencia de El Colombiano, motivó el cierre de El Espectador en Antioquia, el 20 de julio de 1923. Gabriel Cano se trasladó a la capital colombiana y asumió la gerencia del diario que se imprimía en esta ciudad. La crisis económica de 1929 tuvo efectos en Colombia, y el periódico estuvo a punto de desaparecer. Eduardo Santos, propietario de El Tiempo, prestó dinero y puso a disposición de los Cano, los talleres de su periódico, permitiendo así que la empresa sobreviviera. Para recuperar las finanzas, Gabriel Cano acudió a varios créditos bancarios, y con esos recursos hizo inversiones en bienes raíces que le produjeron ganancias suficientes para hacer viable a El Espectador, pudiendo además adquirir maquinaria nueva y sede propia en la Avenida Jiménez con Carrera Cuarta.
Luis Cano renunció a la dirección del periódico el 9 de noviembre de 1949, luego de que el gobierno de Mariano Ospina Pérez instaurara la censura y la edición impresa fuera decomisada por la Policía. Gabriel Cano lo reemplazó al día siguiente. Años más tarde, como director, tuvo que enfrentar el incendio de las instalaciones del diario, el 6 de septiembre de 1952, por parte de una turba de conservadores. La consecuencia más grave de estos hechos fue la desaparición de la única colección completa que existía del periódico desde su fundación. El 20 de diciembre de 1955, la dictadura del general Gustavo Rojas Pinilla impuso a El Espectador una multa de diez mil pesos, la cual fue pagada. El día 22, Cano publicó un editorial titulado "El Tesoro del Pirata" en el que hizo fuertes cuestionamientos al régimen por su actitud en contra de la prensa. El 6 de enero de 1956, se determinó una nueva multa para el periódico por un monto de setecientos mil pesos, por supuestas imprecisiones en las liquidaciones de impuestos. Esta vez, Gabriel Cano debió entregar el texto del editorial -titulado "La isla del Tesoro"- para que fuera revisado por los censores. Como dicho escrito no fue aprobado para su publicación, Cano Villegas decidió que a partir de ese momento El Espectador saldría indefinidamente de circulación.
En febrero de 1956 apareció en su reemplazo El Independiente, dirigido primero por Alberto Lleras Camargo y luego por Guillermo Cano. El Espectador solamente regresó el 1° de junio de 1958, más de un año después de la caída Rojas Pinilla. Gabriel Cano ejerció como director de la nueva edición matinal y Guillermo Cano, de la edición vespertina. Con la inauguración de la sede en la Avenida 68 con Calle 23, en 1964, se inició un proceso de consolidación regional, propuesto por Gabriel Cano y materializado por su hijo Luis Gabriel (para entonces, presidente de El Espectador y Cía. Ltda.), que en concepto de algunos, aunque trajo un aumento en su circulación fuera de Bogotá, que lo llevó a ser el diario de mayor tiraje en Colombia en 1967, vino a significar, por otra parte, el fortalecimiento de El Tiempo en la capital, lo cual tendría graves consecuencias a mediano y largo plazo para la estabilidad económica de El Espectador.
Dejó la dirección titular del periódico el 31 de diciembre de 1973. Sin embargo, su salida empezó a gestarse seis meses antes, cuando Cano quiso que el diario apoyara de manera oficial la postulación de Carlos Lleras Restrepo como precandidato por el Partido Liberal Colombiano a la presidencia en las elecciones de 1974, en contraposición de Alfonso López Michelsen, el otro precandidato, y quien posteriormente obtuvo la nominación y fue elegido presidente. Los demás integrantes de la junta directiva del periódico no estuvieron de acuerdo con esa propuesta. Cano Villegas, que estaba a punto de ser sometido a una cirugía en la Clínica Marly, se mostró inflexible en su posición y planteó renunciar de forma inmediata a la dirección de El Espectador si no era aprobada su iniciativa. Tras largas horas de discusiones, se acordó secretamente que el diario no iba a apoyar de manera formal a Lleras Restrepo y que Gabriel Cano se retiraba como director el último día del año. Llegada la fecha, no se hizo ninguna difusión noticiosa de este acontecimiento. Simplemente, su nombre no apareció más en la página editorial, en la que desde el 2 de enero de 1974 figuró Guillermo Cano como único director. De todos modos, Gabriel Cano continuó ejerciendo una labor equiparable a la de un director emérito hasta su muerte, ocurrida el 22 de febrero de 1981.

## Reconocimientos
Siendo director de El Espectador, Gabriel Cano Villegas fue premiado con los siguientes galardones:
- Premio María Moors Cabot, 1954: Por su defensa a la libertad de prensa.[4][15]
- Premio Mergenthaler, de la SIP, 1958: Por sus servicios en favor de la libertad de prensa.[4]
- Premio de Periodismo y Ciencias Sociales, 1976: Otorgado por el Banco de Colombia, con motivo del centenario de dicha entidad.[4]
- Premio Nacional de Periodismo Simón Bolívar, 1980: Categoría Vida y Obra de un Periodista.[16]